# 万有引力
万有引力（、英: universal gravitation）または万有引力の法則（、英: law of universal gravitation）とは、「宇宙空間においては、全ての質点（物体）は互いに gravitation（重力）、attraction （引力、引き寄せる作用）を及ぼしあっている」とする考え方、概念、法則のことである。

## 歴史

### 前史
この万有引力という見方がどのようなものであるか、その正しい位置づけ・真価を理解するには、一旦、この概念が生み出される以前に人々がこの世界をどのようにとらえていたのか、その思想、世界の見え方（世界観）に寄り添って理解し、そこからどのように変えていったのか、その相違の程度を理解する必要がある。

#### アリストテレスの考え方
石を手から離せば自然に地面へと落ちる。古代ギリシャの哲学者アリストテレスは、その原因は、石を構成する土元素（四元素のうちの一つ）が、本来の位置である地へ戻ろうとする性質にあると考えた。土元素が多いものが重い、と考え、それが多いものほど速く落ちる、と考えた。

#### 中世の考え方
中世ヨーロッパではアリストテレスの考え方が広く知られていたので、人々はそうした見方で世界を見ていた。以下のような考え方である。
だが、無生物でも、その本来の位置を持たないと思われる存在がある。天に見える天体である。天体は永久に同じ運動を繰り返すばかりで、その本来の位置を持っていないように見える。そこで中世の人々は、地上の存在と天の存在は本質的に異なっていると考え、地上の存在はただの存在であり、それに対して天の世界に属する存在、永遠に運動を繰り返す天体は、いわば霊的な存在である、と考えた。中世の人々は、天の世界は地上とは全く別の法則が働いている別世界なのだ、と考えていたのである。また、天の世界の、地上とは異なった性質を説明するために、地上は四元素でできているのに対して、天体は第五元素でできている、とも考えていた。

#### 地上の範囲での、従来の自然学への疑念と改良
さて、アリストテレスの考え、「土元素が多いものが重い、それが多いものほど速く落ちる」については、パドヴァ大学のベネデッティ（Giambattista Benedetti、1530-1590）が異論を唱えた。またオランダのステヴィン（Simon Stevin、1548-1620）は、重さが10倍異なる二つの鉛玉を9メートルほど落下させ、ほとんど同時に落ちることを確かめて、このアリストテレスの理論に異議を唱えた。
自然学者ガリレオ・ガリレイ（1564-1642）も、上記の中世の考え方（の一部）に疑問を投げかけた（ところで、先行する14世紀の自然学者ビュリダンはインペタス理論〈いきおい理論〉を提唱し、その理論では、物体を投げると手からインペタスが物体の内部に移ることで飛び続け、空気や重さなどの抵抗により内部要因のインペタスが減り、落下に伴ってインペタスが増加し、ますます速く落ちるようになる、と説明した）。ガリレイは、当初、このインペタス理論を採用していた が、やがてガリレイは物体の運動をモーメント（重さ以外の、距離や速度などをひとまとめに呼ぶ、ガリレオによる概念）という考え方で理解しはじめ、（内部要因の変化で説明する）インペタス理論は採らなくなった。では落下速度はどのような理屈で増加するのか？　落下距離に比例するか？　落下時間に比例するか？　という点で、1600年ごろガリレイは悩み悪戦苦闘したらしい が、1604年には（経緯が詳しくは分かってはいないらしいが）「落下速度は時間に比例する」という仮説にたどり着いた、という。こうしてガリレイは動力学に貢献した。ガリレイは斜面で球を転がす実験を多数行い、水平面では等速になることから、「加速・減速の外的原因が取り去られている限り、いったん運動体に与えられたどんな速度も不変に保たれる」という考え方をするようになった。これは現代で言う慣性の法則に近いものではあるが、ただガリレイは、それは地上の物体にだけ通用する法則であって、天体には通用しないと考えていた。ガリレイも古代ギリシャ以来の考え方をなぞり、天体は天体で別の性質を持っている、円運動をする性質を持っているのだ、と考えていたのである。

### ニュートン、フック、ハリーらの活動

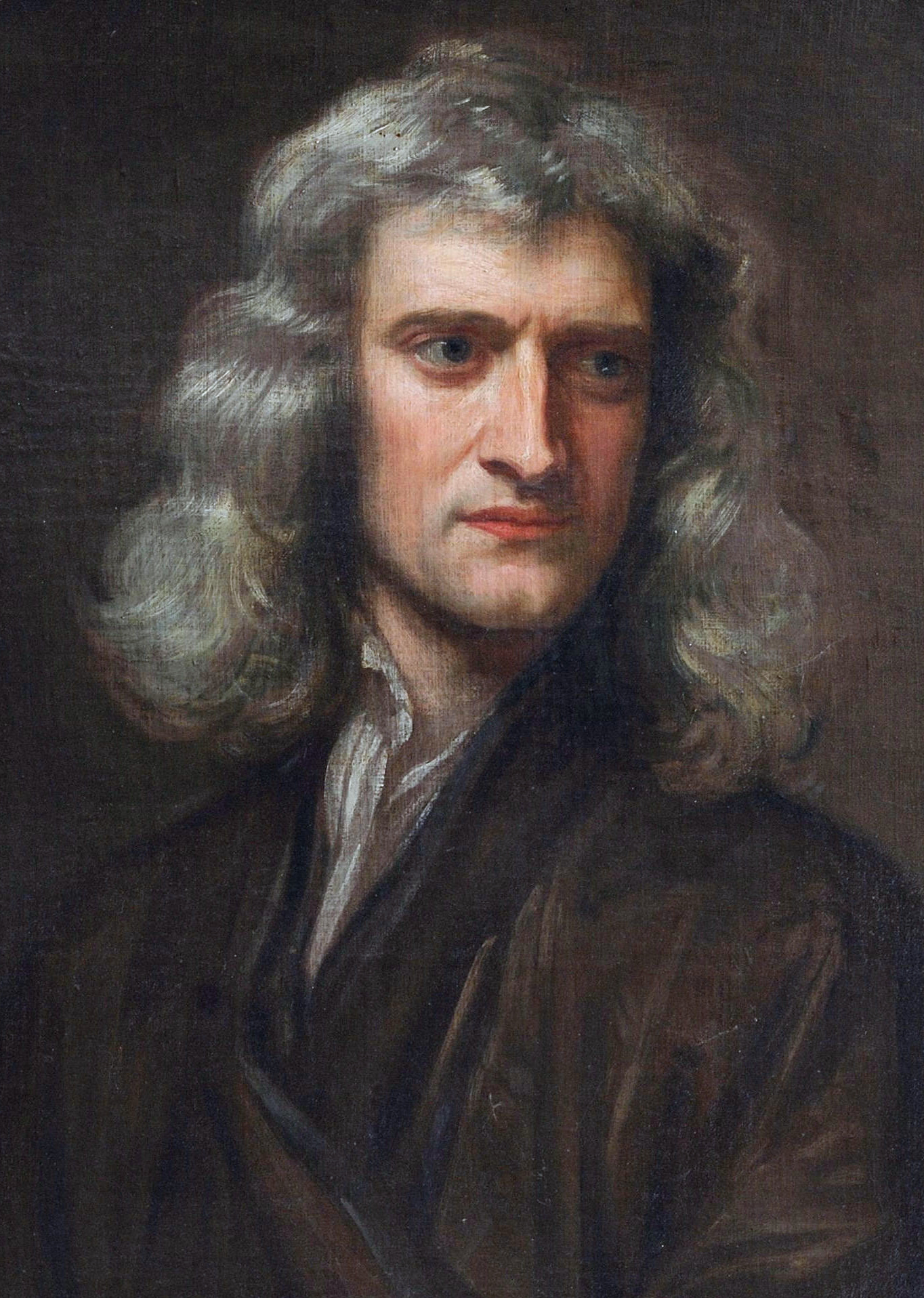
アイザック・ニュートンの肖像画

#### ニュートンの発想 〜ガリレオ動力学の天体への適用〜
一般には、アイザック・ニュートン（1642-1727）が1665年に、地上の引力が月などに対しても同様に働いている可能性があることに気付いた、とされている。
ウィリアム・ステュークリ（1687 - 1765）の著書『回想録』には、ステュークリが、ニュートンが死去する前年である1726年4月15日にロンドン西方の彼の自宅を訪問した時、昼食をともにしたあと庭に出て数本のりんごの木陰でお茶を飲んでいたところ、話の合間にニュートンが「昔、万有引力の考えが心に浮かんだ時とそっくりだ。瞑想にふけっていると、たまたまリンゴが落ちて、はっと思いついたのだ」と語った、と書いてあるという。詳細は、アイザック・ニュートン#リンゴについての逸話を参照。

#### 同時期の、フックによる引力に関する活動

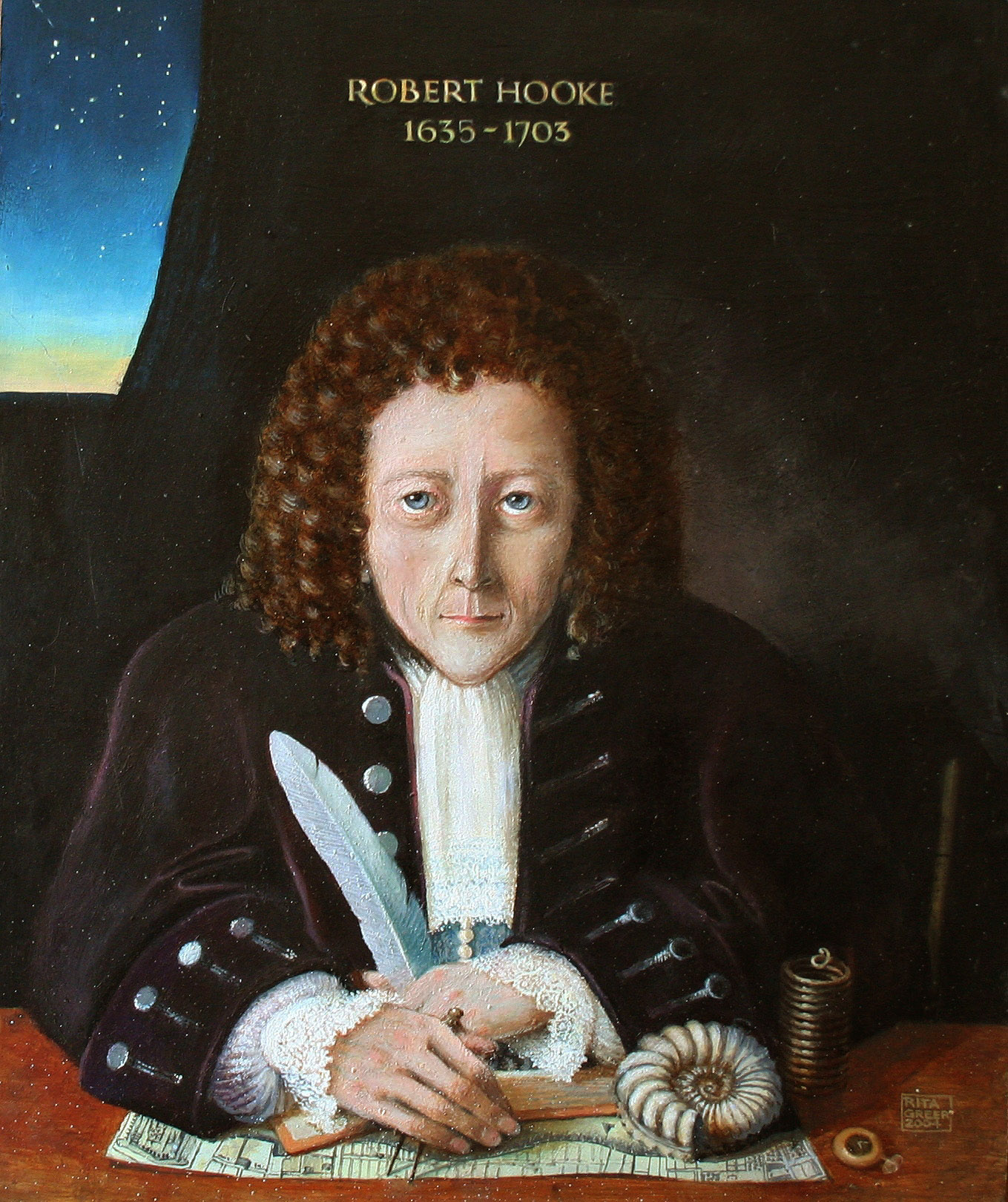
ロバート・フックの想像画（Rita Greer、2004年）。（存在したはずの唯一の肖像画は、その後ニュートンとの確執の中で失われたと推測されている）

王立協会の書記であったロバート・フックは、1665年に刊行した『顕微鏡図譜』で引力の法則についても論じたあと1666年には王立協会で「引力について」（On gravity）と題して講演をおこない、次の法則を追加した。
- 移動する物体は何らかの力を受けない限りそのまま直進する（慣性の法則）
- 引力は距離が近いほど強くなる

また、フックは1666年に王立協会と交わした書簡において、世界のしくみについて次の3点を述べた。
- 全ての天体は引力(gravity）によってその各部分を中心に引きつけているだけでなく、天体間で相互に引き付けあって運動する
- 外部から力が継続的に加わらない限り、天体は単純に直進し続ける。しかし、引力によって天体は円軌道、楕円軌道などの曲線を描く
- 引力は天体同士が近いほど強くなる。ただし、距離と引力の強さの関係は発見できていない

当時、惑星の運動についてケプラーの法則が学者たちに知られていた。
第1法則
惑星は太陽を焦点とした楕円軌道を描く
第2法則
惑星は太陽に近い軌道では速く、遠いところではゆっくり動き、惑星と太陽とを結ぶ直線が等しい時間等しい面積を掃くように動く（面積速度一定の法則）
第3法則
惑星が太陽を一周する時間（周期）の2乗は、惑星と太陽との平均距離の3乗に比例する
また、クリスティアーン・ホイヘンスによる振り子の研究と1659年ごろの円運動の研究が結び付いた結果、中心の引力は半径に比例し周期の2乗に反比例するということが判り、これが1673年の『振子時計』で公表された。この研究成果をケプラーの第3法則を結びつければ、引力は半径の2乗に反比例する、ということはたやすく算出できるようになっていた。
ここで、なぜ惑星はケプラーの法則に従って動くのかが論点となった。当時の自然哲学者たちは、ガリレイたちが作り上げてきた、外力が働かなければ地上の物体は等速直線運動をつづけるとする地上の動力学を使うことを考えるようになっていた。ところが、惑星が直線ではなく楕円を描くということは、太陽の方向に働く引力があることを意味する。
1679年11月24日、フックからアイザック・ニュートンに「惑星の運動に関する私の仮説について、あなたの意見を学会機関紙に投稿してほしい」という手紙が送られた。フックが意見を求めたのは、楕円運動を作り出す太陽に引き寄せる力、すなわち引力の性質についてである。

### 『自然哲学の諸原理』における、万有引力という考え方の公表

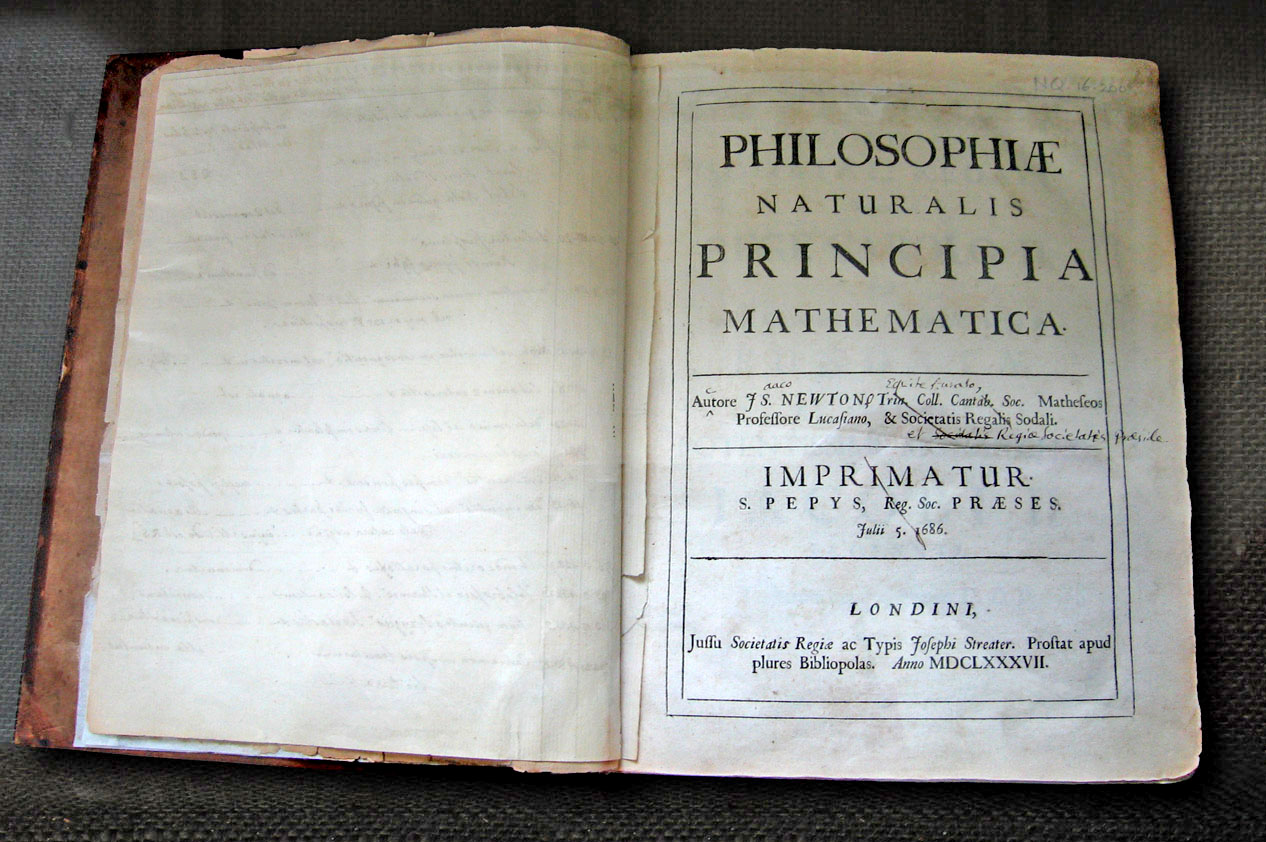
ニュートン自身が所有していたプリンキピアの初版。

ニュートンは、1679年にフックから手紙を送られた当時、光学の研究に忙しく、フックがその5年前に惑星の運動を説明するための仮説を学会に提出していたことも知らなかった。この手紙を見たニュートンは、13年ほど前にウールソープ（ニュートンの家）で試していた地上の重力が月にまで及んでいると想定した計算をやり直すことにした。それは、次のようなものであった。

まず、月に対して何の力も働かなければ、月はガリレオの慣性の考え方によれば直線方向にAからBまで1分間に37.4km進む、と計算される。（月を円軌道とし、地球一周に27日7時間43分かかることから算出）。だが、月はBではなくB´の位置にいる。つまり1分間にBB´だけ「落下する」と考えることができる。その長さは直角三角形AOBにピタゴラスの定理を用い計算でき、毎分4.9mの落下、となる。毎秒ならば、その3600分の1、4.9/3600となる。ところで地上の落下は、ガリレイが見出した法則により、毎秒4.9mである。月の位置で働く引力は、地球上の3600分の1まで弱まっている、ということになる。月までの距離は地球半径の60倍だから、結局、この引力というのは距離の2乗に反比例しているということになる（逆2乗の法則）。

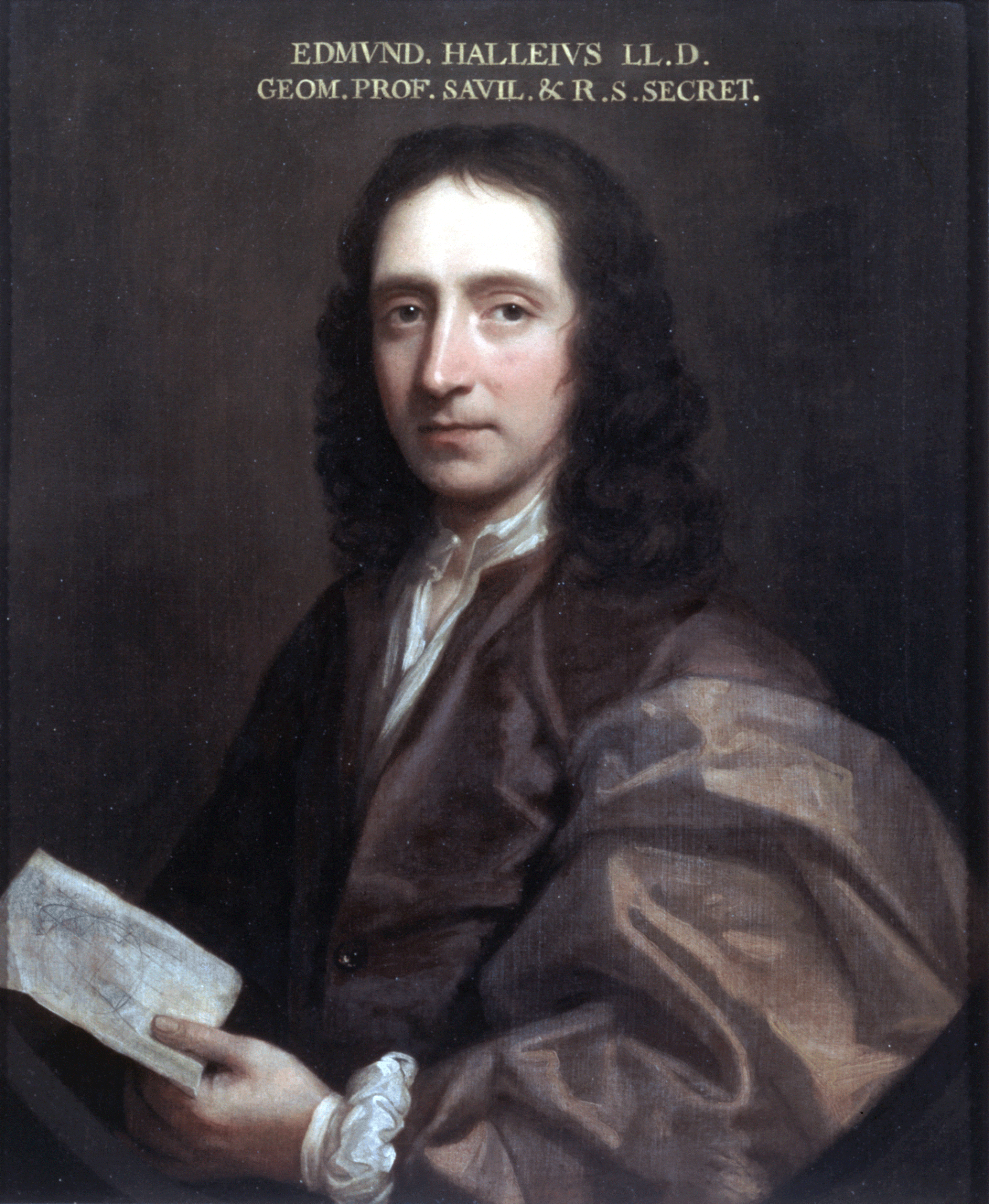
エドモンド・ハレー

1684年1月のある水曜日、ロンドンのコーヒーハウスにあつまったフック、天文学者エドモンド・ハレー、王立学会会長兼建築家クリストファー・レンは、残る問題となった、逆2乗の引力をもとにして、いかにケプラーの第1法則と第2法則を導くことができるかを話題にした。同年8月、ニュートンを大学で訪問したハレーは、ニュートンがすでに独自にこの問題を解決していたことを知り、11月に、それを出版することをすすめ、『自然哲学の数学的諸原理』（プリンキピア）の核心部分が出来てゆくことになった。しかし、フックは引力については自分がニュートンに教えたのだとし、二人の間で対立が生じることになった。その後、ハリーの資金面での援助やフックとの先取権をめぐるいざこざの仲裁などといった支援もあり、ニュートンは『自然哲学の数学的諸原理』の刊行にこぎつけた。
『自然哲学の数学的諸原理』は、1687年に刊行された。同書は三篇で構成されており、第三篇の「世界体系について」で惑星の運動が主として扱われている。例えば、「月は地球に向かって重力で引かれる」という、ニュートンがウールスソープ時代に思いついた命題は、第三篇の命題4において提示されており、逆2乗の引力が木星とその衛星、5つの惑星と太陽の間でも働くことを、ケプラーの第2法則と第3法則からこの引力を逆に導き出しつつ主張した。さらに命題7で重力は物の量（質量）に比例することを述べ、第三篇の命題8において、この宇宙ではどこでも物質には互いに物質の量の積に比例する逆二乗の引力が働いている、すなわち万有引力の法則を主張した。

## ニュートン力学と重力
ニュートンが『自然哲学の数学的諸原理』で開示した力学体系を、ニュートン力学という。
ニュートン力学そのままの用語では、現代では理解しにくい点もあるので、以下では、古典力学の現代版の用語や記述方式を用いつつ、万有引力を解説する。
ニュートンは、太陽を公転する地球の運動や木星の衛星の運動を統一して説明することを試み、ケプラーの法則に、運動方程式を適用することで、万有引力の法則（逆2乗の法則）が成立することを発見した。これは、「2つの物体の間には、物体の質量に比例し、2物体間の距離の2乗に反比例する引力が作用する」と見なす法則である。力そのものは、瞬時すなわち無限大の速度で伝わると考えた。式で表すと、万有引力の大きさ{\displaystyle F}は、物体の質量を{\displaystyle M,m}、物体間の距離を{\displaystyle r}として、
{\displaystyle F=G{\frac {Mm}{r^{2}}}}
となる。{\displaystyle G}は万有引力定数と呼ばれる比例定数で、
{\displaystyle G=6.67259\times 10^{-11}{\mbox{m}}^{3}\cdot {\mbox{s}}^{-2}\cdot {\mbox{kg}}^{-1}}
である（「この式が全ての物体の間で成立する」と考えると「木から落ちるリンゴにも適用することができる」と考えることができるのである）。
地球の質量を{\displaystyle M}、リンゴの質量を{\displaystyle m}、地球の半径を{\displaystyle R}とすれば、万有引力の大きさは、{\displaystyle F=G{\frac {Mm}{R^{2}}}}であり、リンゴの運動方程式は、加速度を{\displaystyle g}として、{\displaystyle mg=G{\frac {Mm}{R^{2}}}}となる。すなわち、地球重力による加速度（重力加速度）は
{\displaystyle g={\frac {GM}{R^{2}}}}
となり、すべての物質について同じ値になる。
地球表面では重力加速度は約9.8m/s2であり、地球の半径は約6400kmであるので、上記の式から地球の質量を
{\displaystyle M={\frac {gR^{2}}{G}}\simeq 6\times 10^{24}{\mbox{kg}}}
のように求めることができる。同様に、他の惑星上での重力加速度も求めることができる。

## ありがちな誤解
ニュートンによる「万有引力の法則の発見」を“重力の発見”だと解釈してしまう例があるが、これは間違った解釈である。「リンゴが木から落ちるのを見て、ニュートンは万有引力を発見した」などとする単純化された巷に流布している逸話も、この誤解を広める原因になっている可能性がある。ニュートンは「リンゴに働く重力」を発見したわけではない。「リンゴに対して働いている力が、月や惑星に対しても働いているのではないか」と着想したのである。地上では物体に対して地面（地球）に引きよせる方向で外力が働くことは、（ガリレオなどの貢献もあり）ニュートンの時代には理解されていた。ニュートンが行った変革というのは、同様のことが天の世界でも起きている、つまり宇宙ならばどこでも働いている、という形で提示したことにある（そして同時に、地球が物体を一方的に引くのではなく、全ての質量を持つ物体が相互に引き合っていることと、天体もまた質量を持つ物体のひとつに過ぎないこと）。「law of universal gravitation 万有引力の法則」という表現は、それを表している。

## 評価
万有引力の考え方は大きな議論・非難を呼んだ。同著発表当時、物体の運動の説明というのは、ヨーロッパ大陸側であれイギリス側であれ、近接作用論で考えられていた。プリンキピアはそれに対して異論を唱える形で万有引力という遠隔作用論を大々的に提示した形になった。
これはライプニッツおよびその一派らから反発を呼び、「オカルト的な質を持ち込んでいる」「オカルト的な力を導入している」と非難されることになった。大陸側の学者らはライプニッツの考え方を支持していたので、ドーバー海峡を隔てて大陸側の学者たちと議論が数十年以上も続くことになった。ニュートンは『自然哲学の数学的諸原理』の第二版発行の時点では同版に「Hypotheses non fingo（我、仮説をつくらず）」との記述を書き加えた。
もっとも、第二版に仮説をつくらないと書いたものの、ニュートン自身は実際にはその後、万有引力が起きる仕組みについての検討・考察を行っており、重力というのはエーテルの流れが引き起こしているのかも知れない、とも考察した。すなわち近接作用論に回帰するような仮説立て、推察も行っていたのである。
現代の初学者向けの科学史などでは、こうした複雑な経緯がすっかり忘れ去られ美化され、「ニュートンは原因の哲学的な思弁を避け、数的な関係の記述にとどめるという新しい方法論を提唱した」「力学の基礎、ひいては近代科学の考え方の基礎となった」とだけ解説がされていることもある。

## 万有引力の法則、その後
イギリス側の自然哲学者はニュートンの説を支持をする者が多かったが、大陸ではあまり受け入れられなかった。その後、数十年以上の長い年数の議論を経て徐々に大陸側でも支持者が増え、やがては物理学においては自然界に存在する基本的な力だと見なされるようになっていった。
後の時代で発見された電磁気力では、引力と斥力がある、とされているのに対して、重力（万有引力）では引力しか存在せず、斥力は存在しない。
現在では、重力と呼ぶ場合には、質量に加速度を与える力全般を意味する。重力には、地球自転の遠心力のような慣性の力や、一般相対論で予言される慣性系の引きずりによる力も含めて考えることがあるが、それらは万有引力ではない。
重力（または重力相互作用）の正体は、アルベルト・アインシュタインの一般相対性理論では、質量を持つ物体が引き起こす時空の歪みである、と説明された。これに対して、'万有引力'という用語は、ニュートンの定式化した重力の意味で用いられる傾向にある。
今日、質量を有する任意の２物体が引力の相互作用ポテンシャルを伴うことは、疑いのない自然法則として認められているが、その理由や機構についての研究は進んでいないという状況にあると言える。

### 一般相対性理論と重力
アインシュタインは、光速度に近い場合の力学として、1905年に特殊相対性理論を発表した後、加速度運動を含めた相対性理論の構築に取り掛かかった。そして重力場を時空の幾何学として取り扱う方法を模索し、1916年に一般相対性理論を発表した。
アインシュタインの重力場の方程式（アインシュタイン方程式）では、万有引力はもはやニュートン力学的な力ではなく、重力場という時空の歪みである、と説明されるようになった。また、重力の作用は、瞬時ではなく光速度で伝えられる、とされるようになった。
ニュートンの万有引力の法則では、質量を持った物体間の力であるとされるので、質量を持たない物質には万有引力は存在しないこととなる。一般相対性理論では、重力が時空の歪みであるとするため、光の軌道もまた重力によって曲がることを意味する。これはアーサー・エディントン による観測で実証されることになった。
一般相対性理論は、非常に強い重力が働く場を記述する。太陽系であれば、ニュートン力学に若干の補正項が加わる程度なので、ニュートン力学はその意味で近似的に正しいと考えて差し障りない。例えば前述の光の軌道の歪みについても、太陽の近傍においてようやく観測され得るものである。アインシュタイン方程式は、通常の物理の方程式と同様、時間反転に対して対称なので、宇宙全体に適用すると、重力の影響で収縮宇宙の解と共に、膨張宇宙の解が得られる、という。
一般相対性理論の発表当時は、ハッブルによる膨張宇宙の発見前で、アインシュタインは「宇宙は静的で安定している」と考えていた。自身の方程式が、動的な宇宙を予言したため、アインシュタインは万有引力に拮抗する万有斥力があると想定し、重力場の方程式に宇宙項を加えることで、静的な解が存在できるように重力場の方程式を修正した。
後に彼は宇宙項について「生涯最大の過ち」と悔いたが、宇宙項のアイデアは現在の宇宙論において、宇宙のインフレーションや宇宙の加速膨張を説明するものとして復活していると言える。

### 素粒子物理学と重力
素粒子物理学では、自然界に存在する四つの基本的な相互作用のひとつとして、素粒子間に働く重力相互作用とみなされ、重力子（グラヴィトン）という素粒子により媒介するとみなされるが、素粒子としての重力子は現在のところ未発見である。素粒子間の重力相互作用は無視できるほど小さいが、素粒子と地球との間の重力を考慮する必要があることもある。

### 量子重力
近年では、量子力学と一般相対性理論の結合、重力の量子化が試みられ、量子重力と呼ばれている。格子重力などさまざまな試みがあるが、実現は困難である。量子重力を宇宙論に適用する試みは、量子宇宙論と呼ばれる。